# Mario Armano
Mario Armano (Alessandria, 25 luglio 1946) è un bobbista italiano.

## Biografia
Dopo aver giocato a calcio (seconda categoria) e pallavolo (serie C), si dedicò all'atletica leggera nel Centro Sportivo Aeronautica Militare, dove iniziò a gareggiare con il bob dalla stagione 1966-1967 fino al 1977-1978 su pista e nel 1978 su strada.
Nel 1968 a Grenoble vinse una medaglia d'oro ai X Giochi olimpici invernali nel bob a quattro insieme a Eugenio Monti, Luciano De Paolis e Roberto Zandonella con il tempo di 4:43,07.
Ai campionati mondiali:
- 1969, medaglia di bronzo nel bob a due Gianfranco Gaspari, medaglia d'argento nel bob a quattro con Gianfranco Gaspari, Sergio Pompanin, Roberto Zandonella
- 1970, medaglia d'oro nel bob a quattro con Nevio De Zordo, Roberto Zandonella e Luciano De Paolis
- 1971, medaglia d'oro nel bob a due con Gianfranco Gaspari

Vinse i Campionati europei di bob 1970 a Cortina d’Ampezzo in coppia con Gianfranco Gaspari.
Ai Campionati italiani di bob vinse due medaglie d'oro a Cortina 1969 (bob a due) e Cervinia 1975 (bob a quattro).